# Steenbergen (Noordenveld)
Pour les articles homonymes, voir Steenbergen (homonymie).
Steenbergen est un village situé dans la commune néerlandaise de Noordenveld, dans la province de Drenthe. Le 1er janvier 2008, le village comptait 222 habitants.

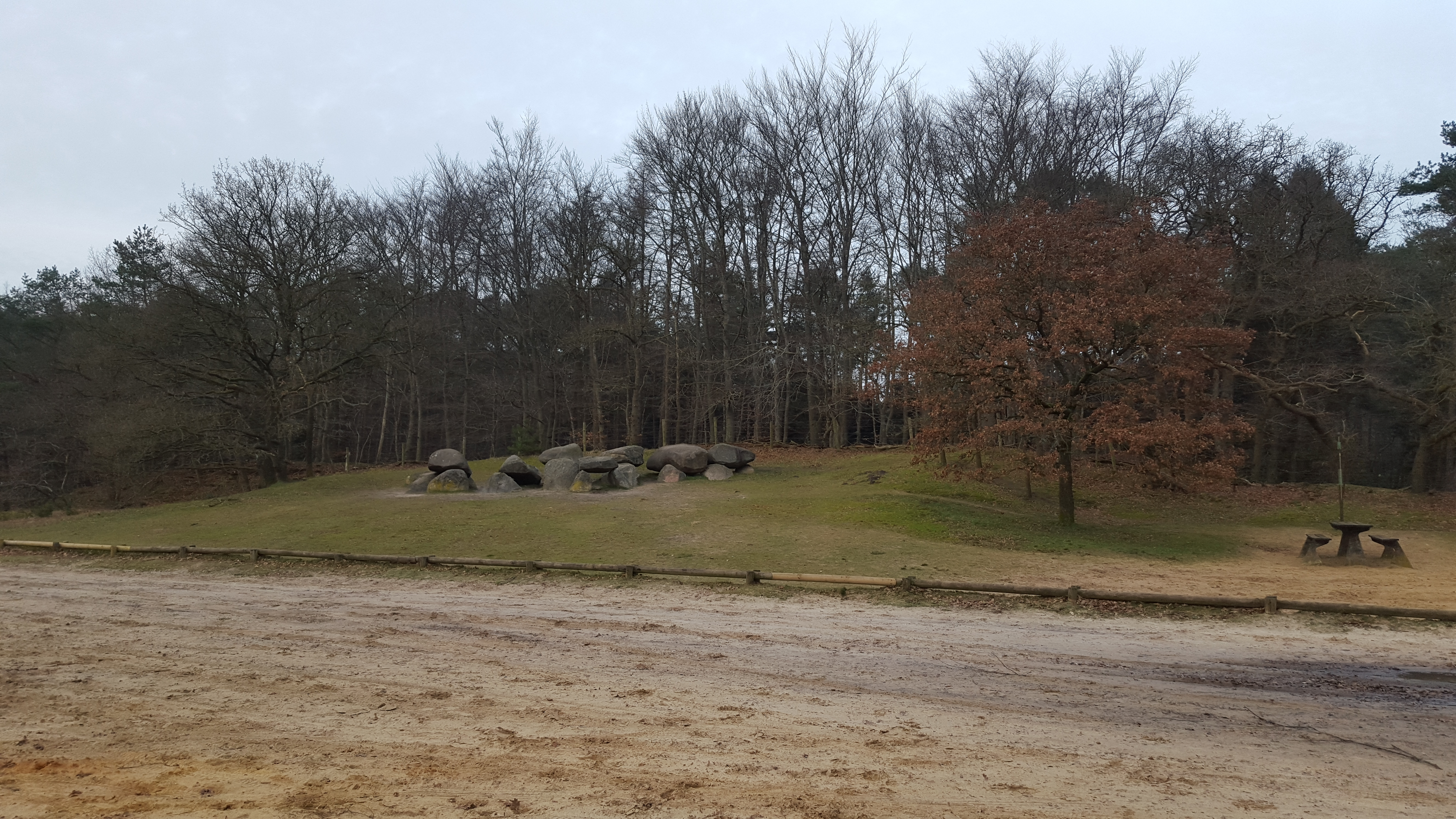
The dolmen D1